# Garac
Garac és un municipi del departament francès de l'Alta Garona, a la regió d'Occitània. El 2021 tenia 160 habitants.